# Burni Mesidah
Burni Mesidah är ett berg i Indonesien.   Det ligger i provinsen Aceh, i den västra delen av landet, 1 600 km nordväst om huvudstaden Jakarta. Toppen på Burni Mesidah är 1 035 meter över havet.
Terrängen runt Burni Mesidah är huvudsakligen kuperad, men åt sydväst är den bergig. Trakten runt Burni Mesidah är nära nog obefolkad, med mindre än två invånare per kvadratkilometer. I omgivningarna runt Burni Mesidah växer i huvudsak städsegrön lövskog.